# Kanton Saint-Antonin-Noble-Val
Der Kanton Saint-Antonin-Noble-Val war bis 2015 ein französischer Wahlkreis im Arrondissement Montauban, im Département Tarn-et-Garonne und in der Region Midi-Pyrénées. Der Hauptort war die Stadt Saint-Antonin-Noble-Val. Vertreter im Generalrat des Départements war zuletzt von 1998 bis 2015 Jean-Paul Raynal (PRG).

## Gemeinden
Der Kanton bestand aus neun Gemeinden:
| Gemeinde                | Einwohner Jahr | Fläche km² | Bevölkerungsdichte | Code INSEE | Postleitzahl |
| ----------------------- | -------------- | ---------- | ------------------ | ---------- | ------------ |
| Castanet                | 254 (2013)     | 22,07      | 12 Einw./km²       | 82029      | 82160        |
| Cazals                  | 234 (2013)     | 11,73      | 20 Einw./km²       | 82041      | 82140        |
| Féneyrols               | 158 (2013)     | 14,88      | 11 Einw./km²       | 82061      | 82160        |
| Ginals                  | 203 (2013)     | 24,15      | 8 Einw./km²        | 82069      | 82330        |
| Laguépie                | 691 (2013)     | 14,86      | 47 Einw./km²       | 82088      | 82250        |
| Parisot                 | 574 (2013)     | 27,86      | 21 Einw./km²       | 82137      | 82160        |
| Saint-Antonin-Noble-Val | 1.885 (2013)   | 106,12     | 18 Einw./km²       | 82155      | 82140        |
| Varen                   | 665 (2013)     | 23,13      | 29 Einw./km²       | 82187      | 82330        |
| Verfeil                 | 327 (2013)     | 18,46      | 18 Einw./km²       | 82191      | 82330        |